# Om tingens natur

De rerum natura, 1570

Om tingens natur (lat. De rerum natura) är ett verk skrivet av den romerska poeten Titus Lucretius Carus under sista århundradet före vår tideräknings början. Det är Lucretius enda bevarade verk, såvitt vi vet det enda större verk han författade. Boken är en lärodikt, starkt influerad av den grekiske filosofen Epikuros.

## Innehåll och form
Världsbilden i Om tingens natur kommer från Epikuros och är strikt materialistisk. Världen består av odelbara partiklar och tomrum. Lucretius/Epikuros ser ingen plats för gudar. Om de existerar, är de inte aktiva i människornas värld där allt styrs av slump och av atomernas tillfälliga kombinationer, även människans själ. Det finns inget liv efter döden och därför inte heller något skäl att frukta döden. I stället gäller det att, i måttfullhet, söka lycka i denna världen. 
Dikten är skriven på hexameter på ett latin som hyllats för sin skönhet. Den är indelad i sex böcker:
| Bok 1, 2. | De två första böckerna etablerar huvudprinciperna för atomernas universum, kritiserar de rivaliserande teorier som lagts fram av försokratiska filosofer (till exempel Herakleitos, Empedokles och Anaxagoras) och attackerar utan nåd stoikerna.                                          |
| Bok 3.    | Den tredje boken klargör att själen är uppbyggd av atomer och är dödlig. |
| Bok 4.    | Fjärde boken redogör för sinnesförnimmelserna, tanken och vissa kroppsfunktioners psykologi och fördömer sexuell lidelse. |
| Bok 5.    | Den femte boken beskriver hur vår värld skapades och fungerar. Efter det följer ett avsnitt om astronomi, livet och civilisationens framväxt. |
| Bok 6.    | Sjätte boken, som är den sista, förklarar med hjälp av atomteorin märkliga företeelser på jorden och i himlen, till exempel jordbävningar, vulkanutbrott och atmosfäriska fenomen som åska och blixt. Lucretius ville visa att sådant inte beror på gudar utan på atomernas eviga rörelse. |

## Historik
Om tingens natur skrevs ca år 60-55 f. Kr. Boken var mycket spridd under antiken och påverkade författare som Vergilius. Med kristendomens seger föll boken mer eller mindre i glömska, liksom andra epikureiska verk. Under större delen av medeltiden fanns inget känt exemplar av boken. År 1417 fann man så i ett klosterbibliotek en avskrift från tidig medeltid. Skriften kopierades och blev med tiden åter vida läst, trots kyrkligt motstånd. Det var främst genom Lucretius dikt som Epikuros lära ånyo blev levande under renässansen.
Bokens innehåll stred mot centrala kristna dogmer om Guds försyn och om ett evigt liv. De författare som ändå hyllade Om tingens natur, gjorde det oftast med försiktighet. Man kunde prisa Lucretius vackra språk eller göra en mer diskuterande betraktelse samtidigt som man betygade sin trohet mot kyrkans lära. Bland dem som tog intryck kan nämnas Giordano Bruno (utan tillbörlig försiktighet, han dömdes till döden), Thomas More (som dock höll fast vid den gudomliga försynen och det eviga livet) och Michel de Montaigne. 
Det finns likheter mellan Lucretius materialistiska världsbild och dagens naturvetenskap. Det gäller såväl atomteorin som evolutionsläran, men det betyder inte att han ska ses som någon föregångare eller inspiratör till den moderna vetenskapen. 